# 努瓦尔库尔
努瓦尔库尔（法語：Noircourt，法語發音：[nwaʁkuʁ]）是法国上法兰西大区埃纳省的一个市镇，位于该省东部偏北，属于拉昂区。

## 地理
努瓦尔库尔（49°40'5"N, 4°5'32"E）面积5.45 平方千米，位于法国上法蘭西大區埃纳省，该省份为法国北部内陆省份，北起北部省，西接索姆省和瓦兹省，东临阿登省和马恩省，西南至塞纳-马恩省，东北部与比利时接壤。
与努瓦尔库尔接壤的市镇（或旧市镇、城区）包括：贝尔利斯、蒙卢埃、塞尔河畔罗祖瓦、苏瓦兹、勒蒂埃勒。

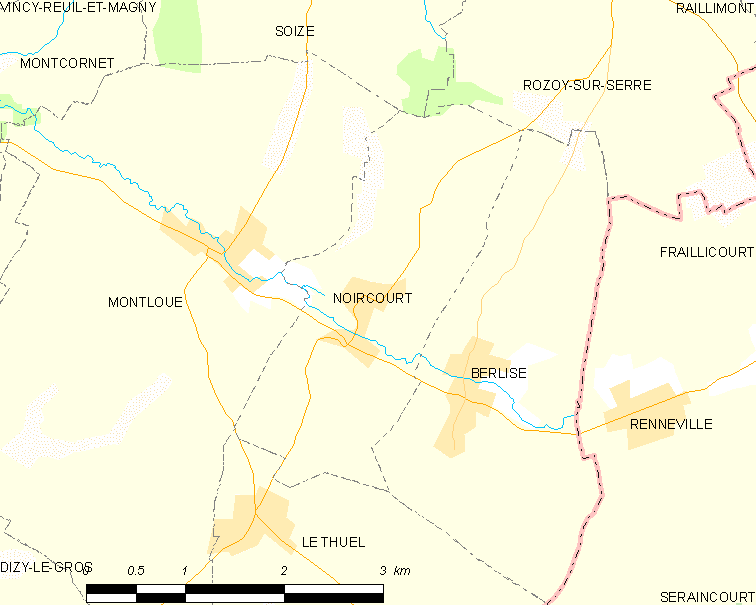
努瓦尔库尔的OSM定位图

努瓦尔库尔的时区为UTC+01:00、UTC+02:00（夏令时）。

## 行政
努瓦尔库尔的邮政编码为02340，INSEE市镇编码为02556。

## 政治
努瓦尔库尔所属的省级选区为韦尔万县。

## 人口

1962-2008年间努瓦尔库尔人口变化图示

努瓦尔库尔于2022年1月1日时的人口数量为69人。